# Nonna Mordioukova
Nonna Viktorovna Mordioukova (en russe : Но́нна Ви́кторовна Мордюко́ва), née le 25 novembre 1925 à Kostiantynivka en URSS et morte le 6 juillet 2008 à Moscou (Russie), est une actrice soviétique puis russe, distinguée artiste du peuple de l'URSS en 1974.

## Biographie
Née à Konstantynivka en RSS d'Ukraine (depuis 1991, dans l'oblast de Donetsk en Ukraine), Mordioukova fait ses études dans la classe de maître de Boris Bibikov (ru) et Olga Pyjova à l'Institut national de la cinématographie. Alors qu'elle est encore étudiante, en 1948, elle incarne la résistante soviétique Ouliana Gromova dans l'adaptation du roman d'Alexandre Fadeïev La Jeune Garde réalisée par Sergueï Guerassimov. Sa performance est saluée par le public et lui apporte le prix Staline en 1949. Diplômée en 1950, Mordioukova devient actrice du Théâtre national d'acteur de cinéma auquel elle restera fidèle jusqu'en 1991.
Le magazine L'Écran soviétique la nomme meilleure actrice de l'année en 1972 et 1974, respectivement pour les rôles dans les films Un champ russe (en) (1971) et Il n'y a pas de retour (ru) (1973).
En 1992, Nonna Mordioukova se retrouve parmi les vingt meilleures actrices du XXe siècle choisies par la publication annuelle britannique Who's Who.
Au Kinotavr de 1996, elle reçoit le prix du président de la fédération de Russie pour la contribution au cinéma russe. Un Nika dans la nomination « Honneur et Dignité » (Честь и достоинство) lui est remis en 2005.
En 1999, elle joue son dernier rôle au cinéma dans Mama de Denis Evstigneïev, qui relate l'histoire de la tentative de détournement d'avion par la famille Ovetchkine, membres d'un ensemble de jazz soviétique, ayant lieu en 1988 à l'aéroport international d'Irkoutsk.
Morte à Moscou, l'actrice est enterrée au cimetière de Kountsevo auprès de son fils Vladimir.

## Vie privée
En 1948, Nonna Mordioukova se marie avec l'acteur Vyacheslav Tikhonov dont elle fait connaissance sur le tournage de La Jeune garde. De cette union naît le fils Vladimir Tikhonov (1950-1990) acteur de théâtre et cinéma.
Sa première belle-fille (depuis 1971) est l'actrice Natalia Varley, qui le 26 janvier 1972 donne naissance à un fils, Vassili Vladimirovitch Tikhonov. Le divorce de Vladimir Tikhonov et Varley est prononcé peu après.
Seconde belle-fille (depuis 1975) une danseuse sur glace Natalia Iegorova, qui en 1982, donne naissance à un fils, Vladimir Vladimirovitch Tikhonov.
Nonna Mordioukova et Vyatcheslav Tikhonov divorcent après treize ans de vie commune.

## Distinctions
- Prix Staline : 1949
- artiste émérite de la RSFSR : 1965
- artiste du Peuple de la RSFSR : 1969
- Prix des frères Vassiliev : 1973
- Artiste du peuple de l'URSS : 1974
- Ordre de l'Insigne d'honneur : 1975
- Ordre de l'Amitié des peuples : 1985
- ordre du Mérite pour la Patrie de la IVe : 1995
- Ordre du Mérite pour la Patrie de la IIIe classe : 2000
- Prix du président de la fédération de Russie dans le domaine de l'art et de la littérature : 2001
- Ordre du Mérite pour la Patrie de la IIe classe : 2005

## Filmographie partielle
- 1948 : La Jeune Garde (Молодая гвардия) de Sergueï Guerassimov : Ouliana Gromova
- 1955 : La Parentèle étrangère (Чужая родня) de Mikhail Schweitzer : Stécha
- 1959 : La Maison natale (Отчий дом) de Lev Koulidjanov : Stépanida
- 1960 : Une histoire simple (Простая история) de Iouri Egorov : Sacha
- 1964 : Président (Председатель) de Sergueï Saltykov : Donia
- 1965 : Le Mariage de Balzaminov (Женитьба Ьальзаминова) de Konstantine Voïnov : Bélotélova
- 1967 : La Commissaire (Комиссар) d'Alexandre Askoldov : commissaire Klavdia Vavilova
- 1967 : Guerre et Paix (Война и мир) de Serge Bondartchouk : Anissia Fiodorovna
- 1968 : Le Bras de diamant (Бриллиантовая рука) de Leonid Gaïdaï : la gérante des maisons
- 1975 : Ils ont combattu pour la patrie (Они сражались за Родину) de Serge Bondartchouk : Natalia Stepanovna
- 1977 : Incognito de Saint-Pétersbourg (Инкогнито из Петербурга) de Leonid Gaïdaï : Anna Andreevna
- 1978 : La Fondrière (Трясина) de Grigori Tchoukhraï : Matriona
- 1981 : La Parentèle (Родня) de Nikita Mikhalkov : Maria Konovalova
- 1988 : Zone interdite (Запретная зона) de Nikolaï Goubenko : Nadezhda Avdotina
- 1982 : Une gare pour deux (Вокзал для двоих) d'Eldar Ryazanov : « oncle Micha »
- 1992 : Luna Park de Pavel Lounguine : la tante d'Aliona
- 1995 : Chirli-Myrli (Ширли-мырли) de Vladimir Menchov : agent d'état civil
- 1999 : Maman (Мама) de Denis Evstigneïev : Polina Ovetchkina